# لاو آل پلی (مجموعه رمان)
لاو آل پلی (ژاپنی: ラブオールプレー هپبورن: Rabu Ōru Purē) یک مجموعه رمان ژاپنی با موضوع بدمینتون اثر آسامی کوسه‌کی است. انتشارات پاپلار چهار جلد از این رمان را از مه ۲۰۱۱ تا مارس ۲۰۱۴ منتشر کرد. یک مجموعه انیمه تلویزیونی نیپون انیمیشن و اوال‌ام از آوریل تا سپتامبر ۲۰۲۲ پخش شد. یک اقتباس مانگا به تصویرگری دام میایاتا از طریق وبگاه توناری نو یانگ جامپ شوئیشا از آوریل تا اکتبر همان سال منتشر شد.
این انیمه در ایران با عنوان «بازی دوست‌داشتنی» از شبکه امید پخش شد.

## بازخورد

### مجموعهٔ تلویزیونی
سیلورمن نیمهٔ اول مجموعه را نقد و بررسی کرد و به آن نمره B داد. او «حالات متمایز چهره» شخصیت‌ها (از جمله تفاوت دوقلوهای همسان تایچی و یوجی)، تعامل آنها در داخل و خارج از ورزش و شخصیت ابیهارا را به عنوان یک «مربی حواس‌جمع» تحسین کرد، اما طرح کلی داستان را «نسبتاً تکراری» با «عجله و متلاطم» و «فاقد تمرکز بر روی مسابقات» توصیف کرد. او گفت: «اگرچه ممکن است این مجموعهٔ ورزشی آنقدر گرم نباشد که برخی بینندگان به دنبال آن هستند، اما به اندازه کافی خوب است که بتوان برای یک نیمهٔ دوم آن را نیز تماشا و دنبال کرد». سیلورمن لاو آل پلی را به‌عنوان بدترین انیمه ۲۰۲۲ انتخاب کرد و نوشت: «می‌دانید، خیلی به‌نظر عجیب می‌رسید که یک برنامۀ ورزشی واقعاً ورزش را نشان ندهد. لحظات خاصی هم دربارهٔ ورزش داشت، اما تعداد آن‌ها کافی نبود، و هنگام تماشای این سریال یکی از معدود مواقعی بود که فکر می‌کردم واقعاً دوست دارم ساعت‌هایی را که صرف تماشایش کرده‌ام، برگردانم.»